# سیاتاواکا
سیاتاواکا (به لاتین: Seethawaka Divisional Secretariat) یک منطقهٔ مسکونی در سری‌لانکا است که در ناحیه کلمبو واقع شده‌است.